# Dassault nEUROn
El Dassault nEUROn es un vehículo aéreo de combate no tripulado (UCAV) europeo experimental, furtivo y en configuración de ala volante, que se está desarrollando con cooperación europea bajo el liderazgo de la empresa francesa Dassault Aviation. Los países involucrados en este proyecto incluyen Francia, Grecia, Italia, España, Suecia y Suiza. El objetivo del diseño es crear un UAV autónomo y sigiloso que pueda funcionar en zonas de combate de amenaza media a alta. Proyectos comparables incluyen el británico BAE Systems Taranis, el turco Bayraktar Kızılelma, los estadounidenses Boeing X-45 y Northrop Grumman X-47B, el indio DRDO AURA y los rusos Mikoyan Skat y Sukhoi Ojotnik.
El objetivo industrial es brindar a las empresas europeas experiencia en el diseño y construcción de vehículos aéreos no tripulados de alta gama y tecnologías asociadas, para mantenerlas competitivas en el mercado global. El primer vuelo tuvo lugar el 1 de diciembre de 2012.

## Historia
En 1999, Dassault Aviation lanzó su programa UCAV furtivo LOGIDUC, que dio a luz a la Dassault AVE-D Petit Duc que voló en julio de 2000 como el primer UAV furtivo en Europa y el Dassault AVE C Moyen Duque en 2001. Dassault cambió el nombre de la tercera fase "Grand Duc" al actual Neuron al derivar en un proyecto internacional.
Más tarde el proyecto evolucionó hacia una cooperación europea con Saab AB, EAB, RUAG Aerospace, EADS CASA, Alenia y EADS France como un demostrador tecnológico; Se producirá un único vehículo para explorar nuevos conceptos operacionales para una futura generación de aviones de combate de sigilo autónomos que se producirán más allá del 2020. 
Gran Bretaña no quiso unirse porque ya estaba implicado con un programa similar estadounidense, ni Alemania quien desistió oficialmente porque el país no pudo pagar la participación financiera.
El jefe de proyecto es Thierry Prunier, proveniente de Dassault y los jefes de proyecto adjunto son Mats Ohlson de Saab y Ermanno Bertolina de Alenia. Hay un único enlace entre la Agencia Ejecutiva (DGA) y el contratista (Dassault) y será la Agencia Ejecutiva para coordinar con los organismos de Gobierno de los países participantes. Será hasta el contratista principal, mientras tanto, para coordinar el trabajo con las otras industrias.

## Usuarios
El desglose de trabajo entre los socios industriales europeos fue planeado de la siguiente manera:
- Dassault Aviation 50 %:[7]
  - Constructor principal
  - Ensamblaje final
  - Sistema de control de vuelo
  - Pruebas de vuelo y estáticas.

- Thales Group:
  - Sistema operativo del sistema de procesamiento de datos

- EADS France
  - Financiación

- Saab AB 25%:[7]
  - Diseño
  - Fuselaje
  - Aviónica
  - Sistema de combustible
  - Sistema de pruebas en vuelo

- Alenia Aeronautica 25%:[8]
  - Sistema de control de armas
  - Bahía de armas
  - Ordenador de vuelo
  - Sistema eléctrico
  - Sistema de pruebas en vuelo

- EADS CASA:
  - Alas
  - Estación de control terrestre
  - Enlace por satélite de datos

- EAB:
  - Fuselaje de cola
  - Integración de sistemas
  - Motor
  - Sistema de comunicaciones

- RUAG:
  - Pruebas en túnel de viento
  - Sistema de anclaje

## Financiación
El contrato está valorado en 405 millones de euros y permite industria comenzar una etapa de definición y diseño de sistema de tres años con estudios de baja observabilidad relacionados. Esta fase será seguida por el desarrollo y fase de ensamblaje y por un primer vuelo en 2011. Está previsto que el programa de pruebas de vuelo dure 2 años (2010–2012) esto supondrá unos 100 vuelos, incluyendo el lanzamiento de una bomba guiada por láser en 2012. El presupuesto inicial de 400 millones de euros se incrementó en 5 millones de euros en 2006 debido a la adición de un compartimento modular de la bomba incluyendo un designador y una bomba guiada por láser.
En febrero de 2006, la DGA había anunciado que Francia proporcionará 202.5 millones de euros, la mitad de los programa 405 millones de euros (480 millones de dólares) de presupuesto, mientras que los fondos restantes serán suministrados por las otras naciones miembros participantes. En diciembre de 2005, el Ministerio de defensa sueco informó que la cuota nacional sería 75 millones de euros, de los cuales 66 millones de euros sería financiados por Saab AB. El costo de la participación de España en el programa se estima en 35,5 millones de euros, repartidos en el periodo 2007-2012.

## Especificaciones

### Características generales
- Tripulación: 0
- Longitud: 9,5 m
- Envergadura: 12,5 m
- Altura: 4,5 m
- Superficie alar: 42,7 m²
- Peso vacío: 6.000 kg
- Peso cargado: 10.100 kg
- Peso máximo al despegue: 17.200 kg
- Planta motriz: 1×  .

### Rendimiento
- Velocidad máxima operativa (Vno): Mach 0,8

### Armamento
- Bombas: 2 bahías para bombas
- Otros: capacidad de portar armas de fuego y guiados

### Aeronaves similares
- Boeing X-45
- IAI Eitan
- Elbit Hermes 450
- Elbit Hermes 900
- EADS Barracuda
- British Aerospace Taranis